# Hale (Wisconsin)
Hale è un comune degli Stati Uniti, situato in Wisconsin, nella Contea di Trempealeau.